# M'Clintock Bastion
Il M'Clintock Bastion (bastione M'Clintock) è un monte alto circa 1.400 m situato a ovest del Monte Kelsey, nella Scarpata dei Pionieri della Catena di Shackleton, nella Terra di Coats in Antartide. 
Nel 1967 fu effettuata una ricognizione aerofotografica da parte degli aerei della U.S. Navy. Un'ispezione al suolo fu condotta dalla British Antarctic Survey (BAS) nel periodo 1968-71.
L'attuale denominazione fu assegnata nel 1971 dal Comitato britannico per i toponimi antartici (UK-APC), in onore dell'esploratore irlandese Francis Leopold McClintock, ammiraglio della Royal Navy, pioniere nell'adottare le tecniche esquimesi per viaggiare nei territori polari; prese parte a tre esplorazioni di John Franklin nel periodo 1848-54; fu al comando della nave Fox nel 1857-59 durante il viaggio nel Canada settentrionale che determinò la tragica fine della spedizione di Franklin.